# 鐘琴堡戰役
鍾琴堡戰役（法語：Bataille de Fort Carillon）或稱1758年提康德羅加戰役發生於1758年7月8日，是英法北美戰爭中的一場戰役（是七年戰爭中的一個戰區）。這場戰役發生於鍾琴堡附近尚普蘭湖的湖岸邊，該地位於英國殖民地纽约和法國殖民地新法蘭西的邊境地帶。
此戰發生於距離堡壘約一公里的地區，一支約3,600人的法国部隊在蒙卡爾姆侯爵和萊維斯騎士的指揮下，擊敗了一支在數量上佔盡優勢的英國部隊。英軍指揮官阿伯克龍比在不使用野戰砲的情況下，正面攻擊法軍堅固的防線，這個錯誤導致英軍變得極爲脆弱，讓法國取得了完全的勝利。 這場戰鬥是七年戰爭北美戰場中最血腥的戰鬥，雙方有超過3,000人傷亡。法軍約損失400人， 而英軍損失超過2,000人。
美國歷史學家勞倫斯·吉普森對阿伯克龍比的行動評價為：「從沒有任何一場發生於美國領土的戰役，比這場戰役更涉及到責任者的判斷錯誤」。 許多軍事史學家將鍾琴堡戰役視為戰術無能的典型。 阿伯克龍比對速勝充滿信心，忽視了數個可行的選擇，如對法軍的胸牆進行側翼機動，等待砲兵抵達或圍攻保壘。但他反而倚靠一位年輕的軍事工程師有缺陷的報告，並忽視了工程師的建議，他決定在沒有火砲的情況下，對法軍堅固的陣地發動正面進攻。蒙卡爾姆此時雖擔心陣地的防禦不足，但依然全心抵禦。
這座堡壘在次年被守軍放棄，並被英軍佔領，自此以後以提康德罗加堡為名。此場戰鬥使這個堡壘有堅不可摧的名聲，對該區域未來的軍事行動有深遠影響。在英法北美戰爭和美國獨立戰爭中，此區域都有過數場交戰，但此場戰鬥是唯一一場主要戰場位於堡壘附近的。

## 註腳
1. 1 2 3  Grossman（2007年），第229页
2. ↑  Chartrand（2000年），第29页
3. 1 2  Chartrand（2000年），第88页
4. ↑  Chartrand (2000), p. 57
5. ↑  Nester (2008), p. 7
6. ↑  Gipson, p. 232
7. ↑  Nester (2008), pp. 162–164 lists a variety of historically critical sources, and also rebuts a number of attempted defenses of Abercrombie.